# 국립과학수사연구원
국립과학수사연구원(國立科學搜査硏究院, National Forensic Service, 약칭 : 국과수, NFS)은 범죄 수사에 관한 법의학·법과학·법공학분야 등에 대한 과학적 조사·연구·분석·감정 및 교육 훈련에 관한 사항을 관장하는 대한민국 행정안전부의 소속기관이다. 1955년 3월 25일 내무부 소속기관인 국립과학수사연구소로 발족하였으며, 2010년 8월 13일 국립과학수사연구원으로 승격하였다. 현재 본원은 강원특별자치도 원주시 입춘로10에 위치하고 있다. 원장은 고위 공무원단 가등급에 속하는 임기제공무원으로 보한다.

## 설치 근거 및 소관 업무

### 설치 근거
- 「행정안전부와 그 소속기관 직제」 제2조제4항[4]

### 소관 업무
- 범죄수사에 관한 법의학·법화학·이공학분야 등에 대한 과학적 조사·연구·분석·감정 및 교육훈련

## 연혁
- 1955년 3월 25일 : 내무부 소속으로 국립과학수사연구소 설치
- 1963년 8월 25일 : 서울 종로구 청운동으로 청사 이전
- 1977년 2월 20일 : 서울 서대문구 미근동으로 청사 이전
- 1986년 9월 1일 : 서울양천구 신월동으로 신축 이전
- 1987년 7월 1일 : 성문분석 개인식별 업무 개시
- 1993년 3월 16일 : 남부분소 개소(부산 영도구 동삼동)
- 1997년 6월 27일 : 서부분소 개소(전남 장성군 서삼면)
- 1999년 1월 1일 : 영상계측 및 CCTV 분석 감정업무 개시
- 2000년 7월 1일 : 화재전문연구실 신설, 화재감정 업무 개시
- 2000년 9월 5일 : 중부분소 개소(대전시 유성구 화암동)
- 2005년 11월 22일 : 동부분소 개소(강원도 원주시 문막읍)
- 2006년 1월 1일 : 책임운영기관으로 지정
- 2010년 8월 13일 : 국립과학수사연구원으로 승격
- 2011년 10월 20일 : 부산과학수사연구소(남부분원) 이전 개소(경남 양산시 물금읍)
- 2013년 11월 18일 : 원주시로 본원 이전 및 조직 개편(강원도 원주시 반곡동).
- 2013년 12월 11일 : 대구과학수사연구소 개소(경북 칠곡군 왜관읍)
- 2017년 7월 26일 : 행정안전부 소속으로 변경.
- 2017년 11월 2일 : 광주과학수사연구소 신축 개소(전남 장성군 남면)
- 2018년 11월 2일 : 중앙법의학센터 개청
- 2019년 7월 3일 : 제주출장소 개소(제주 제주시 영평동)
- 2020년 2월 25일 : 법의학부 신설
- 2020년 4월 13일 : 법의학부 법과학교육센터 및 지방연구소 유전자분석과 신설
- 2021년 7월 21일 : 전문교육훈련기관 지정
- 2021년 9월 2일 : KOLAS 국제공인시험기관 인정범위 확대(디지털포렌식)

## 조직
| 조직 : 3부 11과 5지방연구소 1출장소(운영정원 기준) - 행정지원과 : 서무, 안전, 경리, 시설관리 등 - 기획전략과 : 인사, 책임운영기관 성과, 예산, 연구품질, 정보화, 홍보 법의학부 - 검시과 : 변사사건 발생 시 검안과 부검을 시행, 신원확인을 위한 법치의학 및 법의인류학적 감정을 실시하여 사인 및 개인 식별을 신속하게 규명 - 법의검사과 : 변사사건 발생 시 나오는 법의학적 증거물을 토대로 영상, 법의병리, 진단검사 등을 수행함으로써 강력사건 해결에 과학적 증거를 제공하며 법인지검사, 심리생리검사, 진술타당도 분석, 법심리평가, 심리부검 등 다양한 법심리 감정기법 적용 - 법과학교육연구센터 : 감정관 직무교육, 각급 수사관(경찰, 검찰, 군수사관) 대상 과학수사 전문교육 실시, 한국국제협력단(KOICA) 사업 등 공적개발원조사업(ODA), 유관기관 업무협약(MOU) 체결, 전문교육훈련기관 지정(2021.7.21.) 법과학부 - 유전자과 : 각종 범죄 및 미제사건을 해결하기 위한 DNA를 이용한 개인식별 감정 수행, 국가 DNA DB와 실종아동 DB를 법률에 따라 운영, 대량 재난사고 및 과거사 관련 희생자 신원확인 업무 수행 - 독성학과 : 사인규명 및 규제물질 감정과 관련한 각종 생체시료, 의약품, 독극물, 부정불량식품, 마약류 및 환각물질의 감정을 수행하며, 성충동 약물치료자, 공무원 임용 체력시험 금지약물 복용여부, 병역면탈 약물 사용여부 감정 등 - 화학과 : 동위원소, 미량원소, 다원소 분석을 통한 화학적 성분 프로파일링을 이용하여 증거물의 동일성, 원산지 및 제조사를 추정하며, 사건현장의 섬유, 토양, 페인트 등의 미세증거물 분석을 통하여 용의자의 범위를 축소, 초동수사의 방향 제시 법공학부 - 안전과 : 물리학적, 공학적 지식을 기반으로 사건,사고의 해석과 관련된 감정을 담당하는 부서로 붕괴, 파손, 폭발과 화재 뒤에 숨겨진 흔적과 진실을 찾아 실체적 증거를 구현 - 디지털과 : 휴대폰, 하드디스크, 메모리카드 등 각종 디지털 데이터에 대한 영상과 음성 복원, 판독, 위변조 여부 확인 등 - 교통과 : 물리학 및 법공학을 적용하여 교통사고 해석, 보험범죄 분석, 뺑소니 차량 판별 등 | - 지방과학수사연구소 - 서울과학수사연구소 - 부산과학수사연구소 - 대구과학수사연구소 - 광주과학수사연구소 - 대전과학수사연구소 - 제주출장소 |

## 같이 보기
- 대한민국 행정안전부
- 대한민국 경찰청